# نهائي كوبا ليبرتادوريس 2009
نهائي كأس ليبرتادوريس 2009 هو النهائي الـ50 من بطولة كأس ليبرتادوريس، البطولة التي ينظمها اتحاد أمريكا الجنوبية لكرة القدم (كونميبول).
لُعب النهائي بنظام الذهاب والإياب وجمع بين إستوديانتيس دي لا بلاتا الأرجنتيني وكروزيرو البرازيلي. أُقيمت مباراة الذهاب على ملعب سيوداد دي لا بلاتا في لابلاتا (بوينس آيرس) يوم 8 يوليو 2009  بينما لُعبت مباراة الإياب على أرضية ملعب مينيراو في مدينة بيلو هوريزونتي يوم 15 يوليو 2009.
تأهل الفائز بكوبا ليبرتادوريس 2009 لكأس العالم للأندية 2009 كممثل لاتحاد أمريكا الجنوبية لكرة القدم، شارك في المنافسة ابتداءًا من الدور نصف النهائي. كما حصل على حق اللعب ضد الفائز بكوبا سود أمريكانا 2009 في ريكوبا سودأمريكانا 2010.
فاز إستوديانتيس دي لا بلاتا على نظيره كروزيرو بنتيجة 2–1 في المجموع، ليحقق لقب البطولة للمرة الرابعة في تاريخه.

## عن الفريقين
| الفريق                  | نهائيات سابقة (الخط العريض يشير لسنة الفوز) |
| ----------------------- | ------------------------------------------- |
| إستوديانتيس دي لا بلاتا | 4 (1968، 1969، 1970، 1971)                  |
| كروزيرو                 | 3 (1976، 1977، 1997)                        |

## مباراة الذهاب

### التفاصيل
| إستوديانتيس دي لا بلاتا | 0–0   | كروزيرو |
| ----------------------- | ----- | ------- |
|                         | تقرير |         |

## مباراة الإياب

### التفاصيل
| كروزيرو       | 1–2   | إستوديانتيس دي لا بلاتا     |
| ------------- | ----- | --------------------------- |
| - باتشيكو 52' | تقرير | - فرنانديز 57' - بوسيلي 72' |